# رامين جولييف
رامين جولييف (بالأذرية: Ramin Quliyev)‏ (و. 1981  م) هو لاعب كرة قدم أذربيجاني، ولد في باكو، مركز لعبه هو مُدَافِع.

## روابط خارجية
- رامين جولييف على موقع قاعدة بيانات كرة القدم.إي يو (الإنجليزية)
- رامين جولييف على موقع ناشيونال فوتبول تيمز (الإنجليزية)
- رامين جولييف على موقع Soccerway.com (الإنجليزية)